# Willi Rutz
Willi Rutz (* 7. Januar 1907 in Cannstatt; † 20. November 1993), auch „Knölle“ genannt, war ein deutscher Fußballspieler.

## Karriere

### Vereine
Rutz gehörte von 1925 bis 1929 der ersten Mannschaft des VfB Stuttgart an, für den er in der Bezirksliga Württemberg/Baden spielte und in seiner zweiten Saison den ersten regionalen Titel gewann.
Von 1929 bis 1931 – nach Frankfurt am Main gelangt – spielte er für Rot-Weiß Frankfurt in der Gruppe Main der Bezirksliga Main/Hessen und belegte in beiden Spielzeiten den zweiten Platz jeweils hinter Eintracht Frankfurt. Seit diesem Wechsel, sagte man ihm nach, der erste VfB-Profi gewesen zu sein, da er in einer Anwaltskanzlei beschäftigt war. Er wurde daraufhin vom Verband gesperrt, da Profifußball derzeit verboten war.
1931 nach Stuttgart zurückgekehrt, jedoch weiterhin gesperrt, wirkte er als Trainer in Calw, Tübingen und zuletzt beim FC Stuttgarter Kickers. Mit der Aufhebung der Sperre spielte er ab 1932 erneut für den VfB Stuttgart – war im Juli 1933 kurzfristig auch Spielertrainer, der mit der Mannschaft den Süddeutschen Pokal gewann – bis 1941, ab der Saison 1933/34 erstmals in der Gauliga Württemberg, in einer von 16 Gauligen als höchste Spielklasse im Deutschen Reich.
Als Meister der Gauliga Württemberg 1935 und 1937 war er mit dem VfB Stuttgart jeweils als Teilnehmer an der Endrunde um die Deutsche Meisterschaft qualifiziert. In dieser kam er in 14 Spielen zum Einsatz und erzielte sechs Tore. Bei seiner ersten Endrundenteilnahme erreichte er mit den Stuttgartern das am 23. Juni 1935 in Köln ausgetragene Finale, das jedoch mit 4:6 gegen den FC Schalke 04 verloren wurde.
Die Saison 1943/44 war er als Kriegsgastspieler für den Heeressportverein Groß Born, einem Militär-Fußballverein aus der Provinz und Gauliga Pommern tätig, für den er auch drei Spiele in der Endrunde um die Deutsche Meisterschaft bestritt. Nach dem Achtel- und dem Viertelfinale scheiterte er am 4. Juni 1944 an dem Militär-Fußballverein, dem Luftwaffen-Sportverein Hamburg, mit 2:3.

### Nationalmannschaft
Am 1. Juli 1932 bestritt er sein einziges Länderspiel für die A-Nationalmannschaft, die in Helsinki mit 4:1 gegen die Nationalmannschaft Finnlands gewann; dabei erzielte er mit dem Treffer zum 2:1 in der 77. Minute sein einziges Tor.

## Erfolge
- Zweiter der Deutschen Meisterschaft 1935
- Meister der Gauliga Württemberg 1935, 1937, 1938
- Süddeutscher Pokal-Sieger 1933
- Württembergischer Meister 1927

## Sonstiges
Mit seiner Trainertätigkeit während seiner Sperre verdiente er sich seinen Lebensunterhalt – und mit den Einkünften durch seine Weinstube, die ihm der VfB vermittelt hatte. Auf sein Trainerhonorar als Spielertrainer 1933 verzichtete er, weil der VfB knapp bei Kasse war.
Zum 1. Mai 1933 trat er der NSDAP bei (Mitgliedsnummer 3.228.040).